# کوشوروو
کوشوروو (به لهستانی:  Koszorów) یک روستا در لهستان است که در گمینا خلویسکا واقع شده‌است.
 کوشوروو  ۱۴۲ نفر جمعیت دارد.